# Нью-Сайт (Алабама)
Нью-Сайт (англ. New Site) — місто (англ. town) в США, в окрузі Таллапуса штату Алабама. Населення — 773 особи (2010).

## Географія
Нью-Сайт розташований за координатами 33°1′41″ пн. ш. 85°46′53″ зх. д. / 33.02806° пн. ш. 85.78139° зх. д. (33.028086, -85.781429).  За даними Бюро перепису населення США в 2010 році місто мало площу 25,60 км², з яких 25,55 км² — суходіл та 0,04 км² — водойми.

## Демографія
Згідно з переписом 2010 року, у місті мешкали 773 особи в 302 домогосподарствах у складі 233 родин. Густота населення становила 30 осіб/км².  Було 352 помешкання (14/км²).
Расовий склад населення:
| - 85,8 % — білих - 12,5 % — чорних або афроамериканців - 0,4 % — корінних американців |

До двох чи більше рас належало 0,6 %. Частка іспаномовних становила 0,8 % від усіх жителів.
За віковим діапазоном населення розподілялося таким чином: 22,9 % — особи молодші 18 років, 60,4 % — особи у віці 18—64 років, 16,7 % — особи у віці 65 років та старші. Медіана віку мешканця становила 40,8 року. На 100 осіб жіночої статі у місті припадало 91,8 чоловіків;  на 100 жінок у віці від 18 років та старших — 88,0 чоловіків також старших 18 років.
Середній дохід на одне домашнє господарство  становив 52 868 доларів США (медіана — 42 143), а середній дохід на одну сім'ю — 59 392 долари (медіана — 53 625). Медіана доходів становила 37 206 доларів для чоловіків та 30 375 доларів для жінок. За межею бідності перебувало 9,6 % осіб, у тому числі 14,7 % дітей у віці до 18 років та 6,3 % осіб у віці 65 років та старших.
Цивільне працевлаштоване населення становило 333 особи. Основні галузі зайнятості: виробництво — 24,0 %, освіта, охорона здоров'я та соціальна допомога — 24,0 %, науковці, спеціалісти, менеджери — 11,1 %, роздрібна торгівля — 8,4 %.